# Werner Krappweis

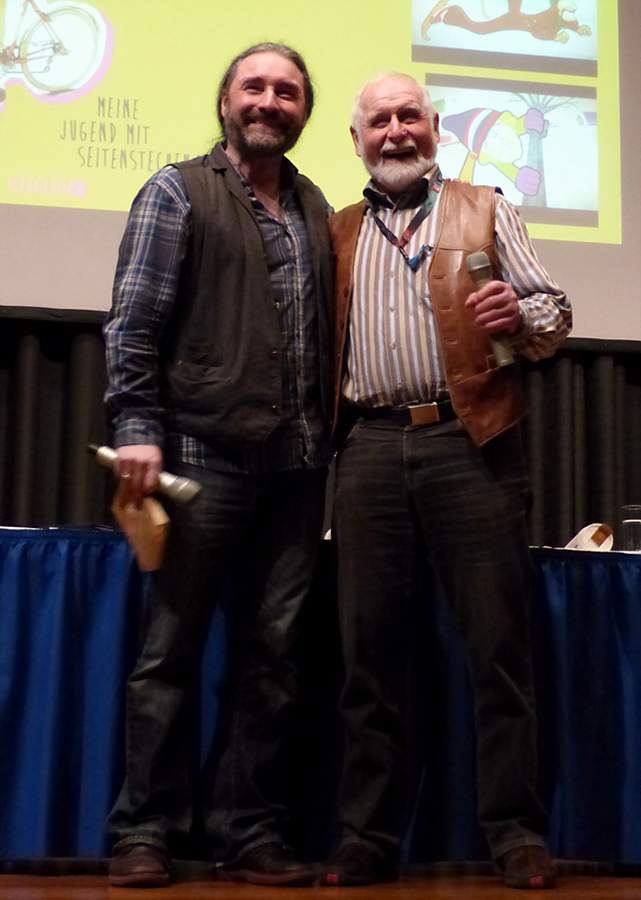
Tommy und Werner Krappweis auf einer Lesung aus dem gemeinsamen Buch Sportlerkind.

Werner Krappweis (* 12. Juli 1941; † 20. April 2017 in München) war ein deutscher Radrennfahrer und Radrennreporter.

## Leben und Sportkarriere
Werner Krappweis war gelernter Automechanikermeister bei der Post, jedoch hauptsächlich ein passionierter Sportler und mehrfacher Bayerischer Meister auf dem Rennrad.
Krappweis’ Karriere begann beim RV Sturmvogel 1952, Münchens größtem Radsportverein. Er sammelte von 1958 bis 1992 etwa 30 Meistertitel. Im Alter von 50 Jahren wurde er Deutscher Meister. Später wurde er Trainer und Ratgeber für die Jugend.
Werner Krappweis starb im April 2017 an den Folgen eines Fahrradunfalls.

## Medien

### Reporter
Als einmal ein Streckensprecher fehlte, ergriff Krappweis auch das Mikrofon. Seitdem reportierte er alle möglichen Fahrradrennen, auch beim Münchner Sechstagerennen der Amateure. Von 2001 an, mit 60 Jahren, war er eine Stimme der Bayern-Rundfahrt und ein viel gefragter Reporter zum Thema Radrennen.

### Andere Medien
2005 war Krappweis im Chili-TV-Mehrteiler Bis das Brot gefriert an der Seite von Bernd dem Brot, Chili dem Schaf und Briegel dem Busch zu sehen. Krappweis spielt die Rolle des Almöhis Rodel-Anton. Zusammen mit seinem Sohn Tommy, dem Miterfinder jener Kunstfiguren, schrieb Krappweis außerdem Tommys Autobiografie Sportlerkind.

## Familie
Werner Krappweis war in erster Ehe mit Karin Krappweis verheiratet. Das Paar hat zwei Söhne. Seit 1999 war Werner Krappweis in zweiter Ehe mit Renate Krappweis verheiratet.